# Saeculo exeunte
Saeculo exeunte é uma encíclica do Papa Pio XII em que homenageia Portugal na celebração do seu 800º aniversário. Grande parte da encíclica trata da atividade missionária de Portugal e da necessidade de modernizar o trabalho missionário. Foi concedida em Roma, em 13 de junho de 1940, no segundo ano de seu pontificado.

## Resumo
O Pontífice revê a história portuguesa, mencionando entre outros exploradores como Henrique, o Navegador e Vasco da Gama, que levaram missionários ao fazer descobertas: Seu ilustre exemplo inspirou muito o mundo católico, inclusive os cidadãos espirituosos de sua pátria, a divulgar mais amplamente as obras do apostolado. Afonso de Albuquerque e João de Castro governaram as colônias portuguesas, dando proteção e assistência aos missionários católicos. Mas agora faltam padres missionários, especialmente na África. O Papa recomenda sociedades missionárias como a Sociedade Portuguesa para a Promoção das Missões Católicas Estrangeiras, a fim de melhorar a qualidade da preparação, formação e interação entre o clero em missões. A seleção de candidatos decentes preocupa especialmente Pio XII, que sugere que só sejam enviadas pessoas com aptidões de caráter perfeitas. Ele apela ao povo de Portugal para que apoie generosamente os seus missionários. Confia eles e todo Portugal à proteção de Nossa Senhora de Fátima, que, como disse Pio XII numa comunicação radiofônica, pode ter ajudado a manter Portugal fora da Segunda Guerra Mundial.

## Significado
A Segunda Guerra Mundial significou reduções drásticas nas atividades missionárias católicas, já que cidadãos de nações beligerantes foram internados ou expulsos na África e na Ásia. Portugal era um país neutro e seus missionários podiam trabalhar relativamente livres de represálias políticas. Assim, Pio XII recorreu a Portugal em 1940, como um dos poucos países católicos que poderia ajudar a limitar as consequências da guerra nas missões.